# ウラジーミル・トゥクマコフ
ウラジーミル・トゥクマコフ（Vladimir Tukmakov、1946年3月5日 - ）は、ウクライナのチェスプレーヤー。ユダヤ系。

## 経歴
オデッサ生まれ。ソビエト連邦の崩壊前はソビエト連邦のチェスプレーヤーとして活動していた。
トゥクマコフは1969年に開催された第37回ソ連国内選手権戦では23人中21位だったが、翌1970年に開催された第38回ソ連国内選手権戦で一躍2位となった。この第38回ソ連国内選手権戦で優勝したのはヴィクトール・コルチノイである。
その後数年は成績不振で、翌1971年の第39回ソ連国内選手権戦ではトゥクマコフは22人中18位、1975年のゾーナル・トーナメントでも1勝10引き分け4敗の6ポイントで13位に終わっている。その間1972年には26歳でグランドマスターとなっている。
ソ連崩壊後はウクライナのチェスプレーヤーとして活動している。